# Leucophenga rimbickana
Leucophenga rimbickana är en tvåvingeart som beskrevs av Singh och Gupta 1981. Leucophenga rimbickana ingår i släktet Leucophenga och familjen daggflugor. Inga underarter finns listade i Catalogue of Life.